# Здравко Чакалић
}}
Здравко Чакалић (Осијек, 16. август 1960) бивши је југословенски и хрватски фудбалер.

## Играчка каријера

### Клупска каријера
Чакалић је играо за Црвену звезди, Тетекс, Земун и Осијек.

### Репрезентативна каријера
Био је део младог тима Југославије на Светском првенству 1979.